# Olympische Sommerspiele 2020/Teilnehmer (Mauritius)
| Gelbes Symbol für Goldmedaillen mit stilisierten Olympischen Ringen | Graues Symbol für Silbermedaillen mit stilisierten Olympischen Ringen | Braundes Symbol für Bronzemedaillen mit stilisierten Olympischen Ringen |
| ------------------------------------------------------------------- | --------------------------------------------------------------------- | ----------------------------------------------------------------------- |
| —                                                                   | —                                                                     | —                                                                       |

Mauritius nahm an den Olympischen Spielen 2020 in Tokio teil. Es war die insgesamt zehnte Teilnahme an Olympischen Sommerspielen sein. Das Mauritius Olympic Committee nominierte acht Athleten in sechs Sportarten.

## Teilnehmer nach Sportarten

### Badminton
| Athleten     | Wettbewerb | Gruppenphase | Gruppenphase      | Gruppenphase | Gruppenphase | Achtelfinale  | Achtelfinale  | Viertelfinale | Viertelfinale | Halbfinale    | Halbfinale    | Finale        | Finale        | Rang          |
| Athleten     | Wettbewerb | Gegner       | Ergebnis          | Punkte       | Rang         | Gegner        | Ergebnis      | Gegner        | Ergebnis      | Gegner        | Ergebnis      | Gegner        | Ergebnis      | Rang          |
| ------------ | ---------- | ------------ | ----------------- | ------------ | ------------ | ------------- | ------------- | ------------- | ------------- | ------------- | ------------- | ------------- | ------------- | ------------- |
| Männer       |            |              |                   |              |              |               |               |               |               |               |               |               |               |               |
| Georges Paul | Einzel     | K. Tsuneyama | 0:2 (8:21, 6:21)  | 35:84        | 3            | ausgeschieden | ausgeschieden | ausgeschieden | ausgeschieden | ausgeschieden | ausgeschieden | ausgeschieden | ausgeschieden | ausgeschieden |
| Georges Paul | Einzel     | Y. Coelho    | 0:2 (5:21, 16:21) | 35:84        | 3            | ausgeschieden | ausgeschieden | ausgeschieden | ausgeschieden | ausgeschieden | ausgeschieden | ausgeschieden | ausgeschieden | ausgeschieden |

### Boxen
| Athleten       | Wettbewerb              | 1. Runde   | 1. Runde | Achtelfinale | Achtelfinale | Viertelfinale | Viertelfinale | Halbfinale    | Halbfinale    | Finale        | Finale        | Rang |
| Athleten       | Wettbewerb              | Gegner     | Ergebnis | Gegner       | Ergebnis     | Gegner        | Ergebnis      | Gegner        | Ergebnis      | Gegner        | Ergebnis      | Rang |
| -------------- | ----------------------- | ---------- | -------- | ------------ | ------------ | ------------- | ------------- | ------------- | ------------- | ------------- | ------------- | ---- |
| Männer         |                         |            |          |              |              |               |               |               |               |               |               |      |
| Richarno Colin | Leichtgewicht bis 63 kg | A. Nadir   | 4:1      | G. Mamedow   | 0:5          | ausgeschieden | ausgeschieden | ausgeschieden | ausgeschieden | ausgeschieden | ausgeschieden | 9    |
| Merven Clair   | Weltergewicht bis 69 kg | W. Sanford | 5:0      | Z. Eashash   | 3:2          | A. Walsh      | 1:4           | ausgeschieden | ausgeschieden | ausgeschieden | ausgeschieden | 5    |

### Gewichtheben
| Athleten          | Wettbewerb              | Reißen  | Reißen | Stoßen  | Stoßen | Zweikampf | Zweikampf | Rang |
| Athleten          | Wettbewerb              | Gewicht | Rang   | Gewicht | Rang   | Gewicht   | Rang      | Rang |
| ----------------- | ----------------------- | ------- | ------ | ------- | ------ | --------- | --------- | ---- |
| Frauen            |                         |         |        |         |        |           |           |      |
| Roilya Ranaivosoa | Bantamgewicht bis 49 kg | 73 kg   | 12     | 91 kg   | 11     | 164 kg    | 11        | 11   |

### Judo
| Athleten      | Wettbewerb | 1. Runde | 1. Runde | 2. Runde | 2. Runde | Achtelfinale  | Achtelfinale  | Viertelfinale | Viertelfinale | Halbfinale / Trostrunde | Halbfinale / Trostrunde | Finale / Platz 3 | Finale / Platz 3 | Rang |
| Athleten      | Wettbewerb | Gegner   | Ergebnis | Gegner   | Ergebnis | Gegner        | Ergebnis      | Gegner        | Ergebnis      | Gegner                  | Ergebnis                | Gegner           | Ergebnis         | Rang |
| ------------- | ---------- | -------- | -------- | -------- | -------- | ------------- | ------------- | ------------- | ------------- | ----------------------- | ----------------------- | ---------------- | ---------------- | ---- |
| Männer        |            |          |          |          |          |               |               |               |               |                         |                         |                  |                  |      |
| Rémi Feuillet | bis 90 kg  | Freilos  | Freilos  | S. Mukai | 0:10     | ausgeschieden | ausgeschieden | ausgeschieden | ausgeschieden | ausgeschieden           | ausgeschieden           | ausgeschieden    | ausgeschieden    | 17   |

### Leichtathletik
Laufen und Gehen 
| Athleten             | Wettbewerb   | Runde 1 | Runde 1 | Halbfinale    | Halbfinale    | Finale        | Finale        | Rang |
| Athleten             | Wettbewerb   | Zeit    | Rang    | Zeit          | Rang          | Zeit          | Rang          | Rang |
| -------------------- | ------------ | ------- | ------- | ------------- | ------------- | ------------- | ------------- | ---- |
| Männer               |              |         |         |               |               |               |               |      |
| Jérémie Lararaudeuse | 110 m Hürden | 14,03 s | 7       | ausgeschieden | ausgeschieden | ausgeschieden | ausgeschieden | 36   |

### Schwimmen
| Athleten        | Wettbewerb     | Vorlauf     | Vorlauf | Halbfinale    | Halbfinale    | Finale        | Finale        | Rang |
| Athleten        | Wettbewerb     | Zeit        | Rang    | Zeit          | Rang          | Zeit          | Rang          | Rang |
| --------------- | -------------- | ----------- | ------- | ------------- | ------------- | ------------- | ------------- | ---- |
| Männer          |                |             |         |               |               |               |               |      |
| Alicia Kok Shun | 100 m Brust    | 1:15,42 min | 38      | ausgeschieden | ausgeschieden | ausgeschieden | ausgeschieden | 38   |
| Männer          |                |             |         |               |               |               |               |      |
| Mathieu Marquet | 100 m Freistil | 53,56 s     | 60      | ausgeschieden | ausgeschieden | ausgeschieden | ausgeschieden | 60   |